# باربد گلشیری
باربد گلشیری (زادهٔ ۱۳۶۱ در تهران) هنرمند معاصر ایرانی است. او هم به عنوان هنرمند رسانه‌ای و هم به عنوان منتقد فعالیت کرده است.  عمدهٔ فعالیت وی با ویدئو، رسانه‌های دیجیتال، عکاسی، اینترنت، رمان و هنرهای‌های گرافیکی است. 

## زندگی‌نامه
پدر او هوشنگ گلشیری نویسندهٔ مشهور ایرانی  و مادرش فرزانه طاهری  مترجم سرشناس است. وی در رشتهٔ نقاشی در دانشکدهٔ هنر و معماری دانشگاه آزاد تهران تحصیل کرده است.

## حرفه
وی برندهٔ جایزه سوم ششمین دوسالانه نقاشی موزهٔ هنرهای معاصر تهران شد. همچنین در سمپوزیوم نقد دوسالانه، مقالهٔ او به عنوان یکی از سه مقاله برتر مورد تقدیر قرار گرفت. 
آمیل گرومبرگ درباره گلشیری می‌نویسد: «مجموعهٔ فیلم‌ها، اینستالیشن‌ها و عکس‌های باربد گلشیری تعادل قابل توجهی را بین تأثیرات هنر خارجی و ایرانی بیان می‌کند.» 
پس از نمایش این اثر برای دومین بار در نیویورک، منتقدان بر ارزش عجیب و غریب کار او تأکید کردند. 